# Josef Brönner

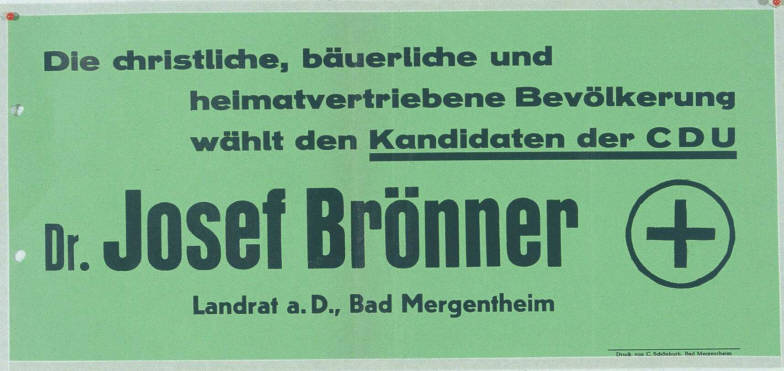
Kandidatenplakat Josef Brönners zur Bundestagswahl 1949

Josef Brönner (* 12. Mai 1884 in Grünsfeld, Großherzogtum Baden; † 21. Januar 1958 in Heidelberg) war ein deutscher Politiker der CDU.

## Leben und Beruf
Nach dem Abitur absolvierte Brönner, der römisch-katholischen Glaubens war, Sprachstudien in Frankreich und Italien. Anschließend ging er für drei Jahre in die Vereinigten Staaten. Im Ersten Weltkrieg war er Soldat. Nach Kriegsende arbeitete er zunächst als Dolmetscher und studierte gleichzeitig Rechts- und Staatswissenschaften an der Julius-Maximilians-Universität Würzburg und der Albert-Ludwigs-Universität Freiburg, wo er 1921 zum Dr. rer. pol. promovierte. Er war Mitglied der Liga zum Schutz der deutschen Kultur und arbeitete von 1921 bis 1924 bei der Württembergischen Volkswirtschaftlichen Gesellschaft in Stuttgart. Von 1924 bis 1928 war er Direktor der Reichszentrale für Heimatdienst. Nach seiner Amtsenthebung als Bürgermeister der Stadt Bad Mergentheim arbeitete er bis 1945 als Werbeleiter der Öffentlichen Bausparkasse Württemberg.

## Politik
Von 1928 bis 1933 war Brönner Bürgermeister in Bad Mergentheim. 1933 wurde er wegen „politischer Unzuverlässigkeit“ seines Amtes als Bürgermeister enthoben. Von 1945 bis 1946 war er Landrat des Landkreises Mergentheim und als solcher Mitglied der von der amerikanischen Militärregierung eingesetzten Vorläufigen Volksvertretung. Er wurde danach in die frei gewählte Verfassunggebende Landesversammlung des Landes Württemberg-Baden gewählt. Dem Deutschen Bundestag gehörte er seit der ersten Bundestagswahl 1949 bis zu seinem Tode an. Er wurde im Bundestagswahlkreis Crailsheim stets direkt gewählt.

## Ehrungen
- Bundesverdienstkreuz 1. Klasse (31. Januar 1954)[1]